# یاسمانی آکوستا
یاسمانی آکوستا فرناندز (به انگلیسی: Yasmani Acosta Fernandez، متولد ۱۶ ژوئیهٔ ۱۹۸۸) کشتی‌گیر فرنگی‌کار کوبایی الاصل تیم ملی شیلی است.
از افتخارات وی می‌توان به کسب مدال نقره بازی‌های المپیک ۲۰۲۴ پاریس و مدال برنز وزن ۱۳۰ کیلوگرم در مسابقات قهرمانی کشتی جهان ۲۰۱۷ اشاره کرد. وی سابقه حضور در المپیک ۲۰۲۰ توکیو را دارد.

## فعالیت حرفه‌ای

### قهرمانی کشتی جهان ۲۰۱۷
آکوستا در وزن ۱۳۰ کیلو مسابقات قهرمانی کشتی فرنگی جهان ۲۰۱۷ پاریس حاضر بود که در دورهای اول تا سوم کیم مین-سئوک از کره‌جنوبی، رابی اسمیت از آمریکا و لوان آروبلی از گرجستان را شکست داد اما در نیمه نهایی به هیکی نابی از استونی شکست خورد و به دیدار رده‌بندی رفت. وی در دیدار رده‌بندی میکولا کوچمی کشتی‌گیر اوکراینی را شکست داد و مدال برنز وزن ۱۳۰ کیلوگرم را بدست آورد.

### المپیک ۲۰۲۰ توکیو
آکوستا در وزن ۱۳۰ کیلوگرم کشتی فرنگی المپیک ۲۰۲۰ توکیو حاضر بود که با شکست آرتور ویتیتین از استونی و مومن‌جان عبدالله‌یف از ازبکستان به مرحله نیمه نهایی رسید اما در این مرحله مقابل یاکوبی گاجایا از گرجستان شکست خورد و به دیدار رده بندی رفت. او در این مرحله نیز مقابل سرگی سمینوف از روسیه بازی را واگذار کرد و پنجم شد.

### المپیک ۲۰۲۴ پاریس
آکوستا در وزن ۱۳۰ کیلوگرم کشتی فرنگی المپیک ۲۰۲۴ پاریس حاضر بود که کیریل میلوف از بلغارستان، عبدالطیف محمد از مصر و منگ لینگ‌ژی از چین را شکست داد و به فینال رسید. وی در دیدار نهایی به میخایین لوپز از کوبا باخت و به مدال نقره رسید.